# إلياس هاماليانين
إلياس هاماليانين (بالفنلندية: Elias Hämäläinen) هو موسيقي فنلندي، ولد في 15 أبريل 1985 في فنلندا.

## وصلات خارجية
- إلياس هاماليانين على موقع ميوزك برينز (الإنجليزية)